# Liederhandschrift
Als Liederhandschrift bezeichnet man eine Sammelhandschrift aus Mittelalter oder Neuzeit, die ganz oder teilweise Abschriften von Liedern enthält. Spätmittelalterliche Handschriften werden (ebenso wie Drucke) dagegen häufig als Liederbuch bezeichnet. Die Liederhandschriften sind oft Zeugnisse der hochentwickelten mittelalterlichen Buchmalerei, deren berühmtestes wohl der Codex Manesse ist.

## MittelhochdeutscheLiederhandschriften
Liederhandschriften, Liederbücher und Musikhandschriften:
- Codex Manesse oder die Große Heidelberger Liederhandschrift (Liederhandschrift C)

Signatur: Heidelberg, Universitätsbibliothek, Cpg 848
- Heidelberger Liederhandschrift

Signatur: Heidelberg, Universitätsbibliothek, Cpg 350
- Jenaer Liederhandschrift

Signatur: Jena, Thüringer Universitäts- und Landesbibliothek, Ms. El. f. 101
- Kleine Heidelberger Liederhandschrift (Liederhandschrift A)

Signatur: Heidelberg, Universitätsbibliothek, Cpg 357
- Weimarer Liederhandschrift (Lyrik-Handschrift F)

Signatur: Q 564
- Weingartner Liederhandschrift oder Stuttgarter Liederhandschrift (Liederhandschrift B)

Signatur: Stuttgart, Württembergische Landesbibliothek, HB XIII 1
- Berliner Liederhandschrift (1. Viertel 15. Jahrhundert, 86 Liebeslieder in deutsch-niederländischer Mischsprache)

Signatur: mgf 922

## MittelniederdeutscheLiederhandschriften
- Ebstorfer Liederbuch

Signatur: Ebstorf, Klosterbibliothek, Hs. VI 17
- Rostocker Liederbuch

Signatur: Rostock, Universitätsbibliothek, Mss. phil. 100/2
- Wienhäuser Liederbuch

Signatur: Wienhausen, Klosterarchiv, Ms. 9

## FrühneuhochdeutscheLiederhandschriften
- Augsburger Liederbuch

Signatur: München, Bayerische Staatsbibliothek, Cgm 379
- Bechsteins Handschrift

Signatur: Halle, Universitäts- und Landesbibliothek, Cod. 14 A 39
- Bergreihen

- Fichards Liederbuch

verschollen
- Handschrift des Martin Ebenreuter

Signatur: Berlin, Staatsbibliothek zu Berlin, Preussischer Kulturbesitz, SBPK: Ms. germ. fol. 488
- Kolmarer Liederhandschrift

Signatur: München, Bayerische Staatsbibliothek, Cgm 4997
- Königsteiner Liederbuch

Signatur: Berlin, Staatsbibliothek, mgq 719
- Liederbuch der Clara Hätzlerin

Signatur: Leipzig, Universitätsbibliothek, Ms. 1709 [früher Privatbesitz Ludwig Bechstein, Meiningen]
- Lochamer-Liederbuch

Signatur: Berlin, Staatsbibliothek, Ms. Mus. 40613 und München, Staatsbibl., Cgm 5249/76
- Palmsche Handschrift

Signatur: Berlin, Staatsbibliothek Preussischer Kulturbesitz, SBPK: Ms. germ. quart. 1107

## Liederhandschriften der Neuzeit
- Liederhandschrift Baer

Signatur: Freiburg i. Br., Deutsches Volksliedarchiv, DVA: HL 446 und HL 470

## Liederhandschriften in anderen Sprachen
- Carmina Burana

Signatur: München, Bayerische Staatsbibliothek, clm 4660/4660a
- Liederhandschrift Langebek

Signatur: Kopenhagen, Königliche Bibliothek / Det Kongelige Bibliotek, NKS 816 4° (enthält neben den dänischen Liedern auch deutsche Liedtexte)
- Roman de Fauvel

Signatur: Paris, Bibliothèque nationale de France, BnF: fonds français 146